# Oberamt des Odenwaldes
Das Oberamt des Odenwaldes war eine während der napoleonischen Zeit 1807 bestehende Verwaltungseinheit im Norden des Großherzogtums Baden.

## Geschichte
Mit der Umsetzung der Rheinbundakte 1806 gerieten in einem breiten Streifen zwischen Neckar und Main die Gebiete der reichsfürstlichen Häuser Leiningen, Salm und Wertheim unter badische Landeshoheit. Ebenfalls mediatisiert wurden die reichsritterschaftlichen Orte. Erstere wurden im Sommer 1807 in 19 standesherrliche Ämter untergliedert. Die nun als grundherrschaftlich klassifizierten Orte der Ritterschaft, bei denen teilweise mit den Standesherren geteilte Rechte bestanden, wurden unter einem gemeinsamen Amt zusammengefasst, wobei zugleich vermerkt wurde, dass die Zuteilung nur provisorisch  sei und weder Datum der Errichtung noch ein Hauptort genannt wurden. Mit der Benennung griff die badische Regierung auf den Ritterkanton Odenwald zurück, in dem die betroffenen Familien organisiert waren. Im Rahmen der Verwaltungsgliederung Badens wurde es der Provinz des Unterrheins oder die Badische Pfalzgrafschaft zugeteilt.
Bereits im Dezember 1807 wurde das Oberamt wieder für aufgelöst erklärt, seine Orte stattdessen den neu gegründeten Landvogteien Mosbach, Miltenberg und Wertheim unterstellt.

## Orte des Oberamtes
Untereichholzheim, Binau, Hornberg, Neckarzimmern, Steinbach, Stockbronn, Adelsheim, Hergenstadt, Warmersbach, Ober- und Untereubigheim, Sindolsheim, Eberstadt, Bödigheim, Leibenstadt, Tollneyshof, Mörchingen, Hungen, Neuenstätten, Volkshausen, Sennfeld, Waldhausen, Reichertshausen, Gissigheim, Waldstetten, Hettigenbeuern, Laudenberg, Rütschdorf, Umpfenbach, Lautenbach am Main, Messelhausen, Morstatt, Hofstetten, Oberbalbach, Unterbalbach, Edelfingen, Gamburg und Eulenschirbenhof.

## Spätere Entwicklung
Im Dezember 1810 wurden die drei Landvogteien aufgelöst, die grundherrschaftlichen Orte benachbarten Ämtern zugeteilt. Eine Ausnahme bildete der Raum um Adelsheim. Hier entstand neu das Amt Adelsheim, das mehrere unmittelbar beieinander liegende Orte zusammenfasste. Nach zahlreichen Verwaltungsreformen liegen die Orte des Oberamtes mehrheitlich im Neckar-Odenwald-Kreis, weitere im Main-Tauber-Kreis und im Landkreis Miltenberg, einzelne im Hohenlohekreis und dem Landkreis Heilbronn.